# Manettia cephalophora
Manettia cephalophora är en måreväxtart som beskrevs av Paul Carpenter Standley. Manettia cephalophora ingår i släktet Manettia och familjen måreväxter. Inga underarter finns listade i Catalogue of Life.